# Robert Falkenburg

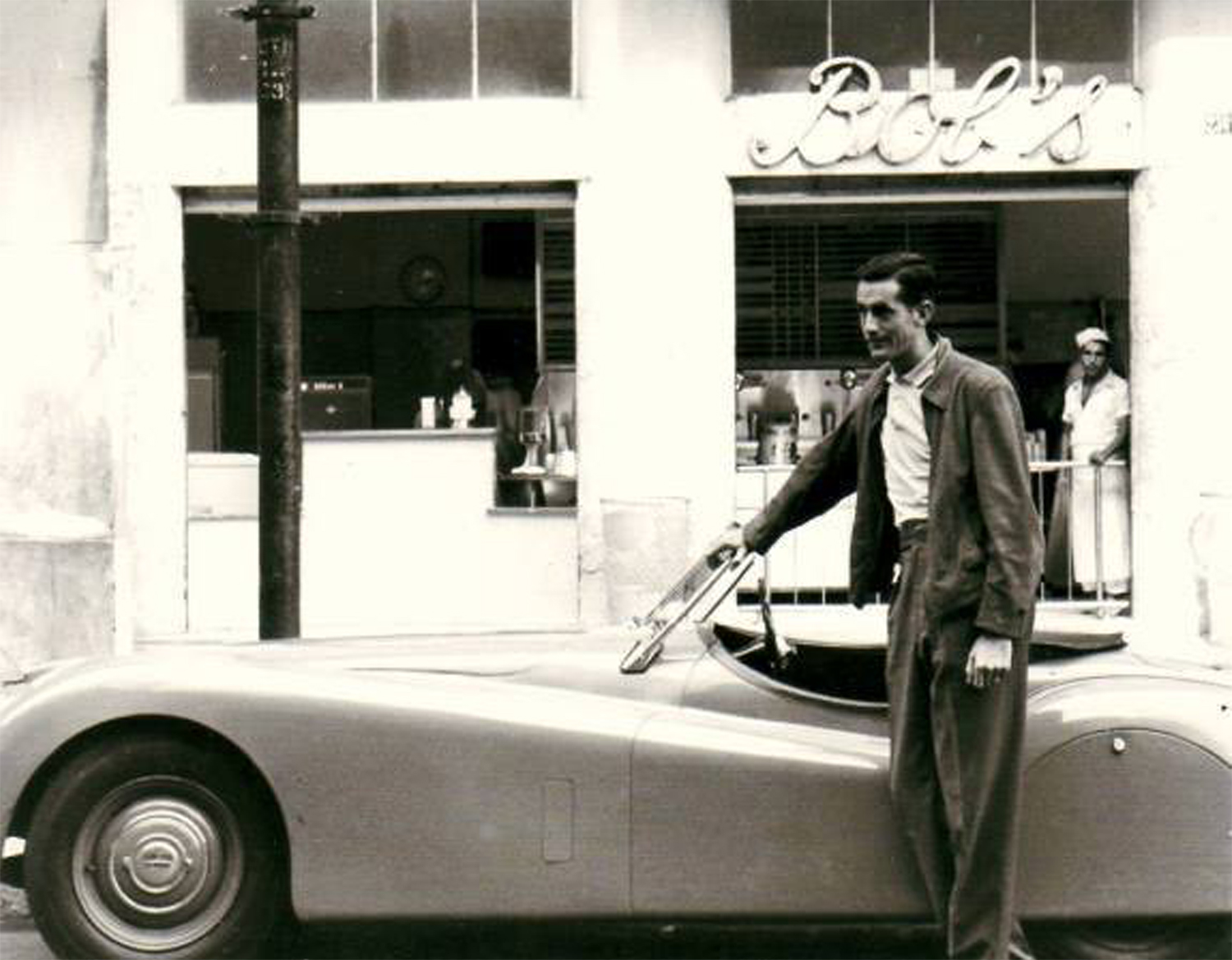
Robert „Bob“ Falkenburg 1952

Robert „Bob“ Falkenburg (* 29. Januar 1926 in Brooklyn, New York City; † 6. Januar 2022 in Santa Ynez, Kalifornien) war ein US-amerikanischer und brasilianischer Tennisspieler.

## Laufbahn
Falkenburg gewann 1948 das Herrenfinale in Wimbledon gegen John Bromwich, nachdem er im fünften Satz bereits 3:5 und 15:40 zurücklag. Das Match endete schließlich 7:5, 0:6, 6:2, 3:6, 7:5. Bei den US Open gewann er 1944 die Doppelkonkurrenz. Im Davis Cup trat Falkenburg 1954 und 1955 für Brasilien, das Heimatland seiner Ehefrau, an.
Als Unternehmer gründete Falkenburg im Jahr 1952 die Fast-Food-Kette Bob’s. Er war der jüngere Bruder von Jinx Falkenburg (1919–2003), einem bekannten Fotomodell der 1930er- und 1940er-Jahre mit kurzer Filmkarriere.